# Pseudobagrus trilineatus
Pseudobagrus trilineatus är en fiskart som först beskrevs av Zheng, 1979.  Pseudobagrus trilineatus ingår i släktet Pseudobagrus, och familjen Bagridae. Inga underarter finns listade.